# マツモト (愛知県)
株式会社マツモトは、愛知県春日井市に本社を置く鞄類の卸売業者である。

## 沿革
- 1948年（昭和23年）創業者松本満が、靴・袋物・靴卸商として創業。
- 1950年（昭和25年）株式会社松本商店設立。
- 1972年（昭和47年）株式会社松本に社名変更。
- 2013年（平成25年）くるピタランドセル発表。
- 2014年（平成26年）社名を株式会社松本から株式会社マツモトに変更。
- 2021年（令和3年）名古屋本社を春日井市へ移転し、名古屋本部に変更。東京本部を東京本社へ変更。